# Кетола, Вели-Пекка
Ве́ли-Пе́кка Ке́тола (фин. Veli-Pekka Ketola; 28 марта 1948, Пори, Финляндия) — финский хоккеист, центральный нападающий. Один из первых (вместе с Хейкки Риихирантой) финских хоккеистов, начавших выступать в североамериканских профессиональных лигах.

## Карьера
Выступал за клуб «Эссят» (до 1967 - «Кархут»)  в течение 14-ти сезонов. В сезоне 1969/70 играл за «Йокерит». Номер «13», под которым Кетола выступал за «Эссят», выведен клубом из обращения. В сезоне 1989/90 введен в финский зал хоккейной славы под номером «72». Именем Кетолы назван приз лучшему бомбардиру финского чемпионата.
С 1974 по 1977 играл в ВХА («Виннипег Джетс» и «Калгари Ковбойз»). В чемпионате ВХА сыграл 235 матчей, набрал 183 очка (84 шайбы + 99 передач). В плей-офф Кубка АВКО - 13 игр, 12 очков (7+5). Сезон 1981/82 провел в НХЛ («Колорадо Рокиз»). В чемпионате НХЛ - 44 матча, 14 очков (9+5).
Участник двух Олимпиад (Гренобль 1968, Саппоро 1972), семи чемпионатов мира (1968—74), двух Кубков Канады (1976, 1981).
С 1993 по 1996 и в сезоне 1998/99 был главным тренером клуба «Эссят». С 1994 по 2000 - генеральный менеджер «Эссята». В сезоне 2014/15 назначен менеджером молодежной сборной Финляндии.

## Достижения
- Трёхкратный чемпион Финляндии 1965, 1971, 1978.
- Игрок года в Финляндии 1974, 1978.
- Лучший бомбардир финского чемпионата сезонов 1970/71 и 1978/79.
- Лучший нападающий финского чемпионата сезонов 1973/74 и 1980/81.
- Обладатель Кубка АВКО 1976.
- Член финского зала хоккейной славы.